# Gymnocnemia variegatus
Gymnocnemia variegatus là một loài côn trùng trong họ Myrmeleontidae thuộc bộ Neuroptera. Loài này được Schneider miêu tả năm 1845.